# Yūto Totsuka
Yūto Totsuka (jap. 戸塚 優斗 Totsuka Yūto; ur. 27 września 2001 w Kanagawie) – japoński snowboardzista specjalizujący się w half-pipe'ie. Po raz pierwszy na arenie międzynarodowej pokazał się 31 stycznia 2016 roku w Sapporo, gdzie w zawodach FIS Race zajął szóste miejsce. W zawodach Pucharu Świata zadebiutował 8 września 2017 roku w Cardronie, wygrywając rywalizację w halfpipe’ie. Pokonał tam swego rodaka, Ayumu Hirano i Szwajcara Patricka Burgenera. Był to jego pierwszy oficjalny start poza granicami Japonii. W marcu 2017 roku zdobył także mistrzostwo kraju w tej konkurencji. W 2018 roku wystąpił na igrzyskach olimpijskich w Pjongczangu, zajmując jedenaste miejsce. Rok później, na mistrzostwach świata w Park City zdobył srebrny medal, ulegając jedynie Australijczykowi Scotty’emu Jamesowi. W styczniu 2019 oraz 2020 roku, podczas zawodów X-Games rozgrywanych w amerykańskim Aspen, zdobył srebrne medale, ulegając dwukrotnie Jamesowi. W styczniu 2021 roku podczas Winter X Games 25 był już najlepszy, zdobywając tym samym złoty medal. Dwa miesiące później zdobył złoty medal podczas mistrzostw świata w Aspen.
W sezonach 2017/2018 oraz 2018/2019 zdobywał Małe Kryształowe Kule za zwycięstwo w klasyfikacji halfpipe’u.

## Osiągnięcia

### Igrzyska olimpijskie
| Miejsce | Dzień     | Rok  | Miejscowość | Konkurencja | Zwycięzca    |
| ------- | --------- | ---- | ----------- | ----------- | ------------ |
| 11.     | 14 lutego | 2018 | Pjongczang  | Halfpipe    | Shaun White  |
| 10.     | 11 lutego | 2022 | Pekin       | Halfpipe    | Ayumu Hirano |

### Mistrzostwa świata
| Miejsce | Dzień    | Rok  | Miejscowość | Konkurencja | Zwycięzca    |
| ------- | -------- | ---- | ----------- | ----------- | ------------ |
| 2.      | 8 lutego | 2019 | Park City   | Halfpipe    | Scotty James |
| 1.      | 13 marca | 2021 | Aspen       | Halfpipe    | –            |

### Puchar Świata

#### Miejsca w klasyfikacji generalnej AFU[4]
- sezon 2017/2018: 2.
- sezon 2018/2019: 3.
- sezon 2019/2020: 2.
- sezon 2020/2021: 2.
- sezon 2021/2022: 24

#### Miejsca na podium w zawodach
1. Cardrona – 8 września 2017 (halfpipe) – 1. miejsce
2. Secret Garden – 21 grudnia 2017 (halfpipe) – 3. miejsce
3. Snowmass – 13 stycznia 2018 (halfpipe) – 3. miejsce
4. Laax – 20 stycznia 2018 (halfpipe) – 2. miejsce
5. Secret Garden – 21 grudnia 2018 (halfpipe) – 3. miejsce
6. Laax – 19 stycznia 2019 (halfpipe) – 2. miejsce
7. Calgary – 15 lutego 2019 (halfpipe) – 1. miejsce
8. Mammoth Mountain – 9 marca 2019 (halfpipe) – 1. miejsce
9. Copper Mountain – 14 grudnia 2019 (halfpipe) – 2. miejsce
10. Secret Garden – 22 grudnia 2019 (halfpipe) – 2. miejsce
11. Laax – 18 stycznia 2020 (halfpipe) – 2. miejsce
12. Mammoth Mountain – 31 stycznia 2020 (halfpipe) – 1. miejsce
13. Laax – 23 stycznia 2021 (halfpipe) – 1. miejsce
14. Aspen – 21 marca 2021 (halfpipe) – 1. miejsce
15. Copper Mountain – 11 grudnia 2021 (halfpipe) – 3. miejsce